# Rogers Arena
La Rogers Arena (fino al 6 luglio 2010 nota come General Motors Place), sponsorizzata dalla Rogers Communications, è un'arena coperta situata a Vancouver, Columbia Britannica, Canada.
Completata nel 1995, l'arena ospita attualmente le partite dei Vancouver Canucks della NHL; in passato ha ospitato i Vancouver Grizzlies di NBA, prima che la squadra si spostasse a Memphis, e i Vancouver Ravens della NLL.
L'arena ha sostituito il Pacific Coliseum come principale luogo per eventi sportivi e di intrattenimento di Vancouver.

## Eventi Importanti
- L'arena venne inaugurata con un concerto del cantante canadese Bryan Adams.
- Partite della World Cup of Hockey 1996.
- 21 luglio 1996 - WWF In Your House "International Incident".
- 1998 - 48th NHL All-Star Game.
- 1998 - Draft NBA.
- 13 dicembre 1998 - WWF In Your House "Rock Bottom".
- 2001 - Campionati mondiali di pattinaggio di figura.
- 2006 - Draft NHL.
- 26 ottobre 2007 - Amichevole pre-stagione tra i Phoenix Suns e i Seattle SuperSonics. È stata la prima partita NBA giocata a Vancouver dall'Aprile 2001.
- 2 dicembre 2007 - Primo concerto delle Spice Girls al completo dopo 9 anni. Lo show è stato il primo del tour The Return of the Spice Girls.
- 13 febbraio - 28 febbraio 2010 - XXI Giochi olimpici invernali.
- 6 luglio 2010 - Cambio del nome in Rogers Arena.

## XXI Giochi olimpici invernali
La Rogers Arena ha ospitato le partite di hockey su ghiaccio dei XXI Giochi olimpici invernali e per l'occasione ha cambiato il suo nome in Canada Hockey Place. È stata la prima edizione in cui il campo da gioco ha avuto le stesse dimensioni di quello utilizzato nella NHL, leggermente più piccolo di quello utilizzato nei campionati ufficiali IIHF. La decisione è stata presa per cercare di attirare un pubblico maggiore e per evitare di costruire una nuova arena temporanea, con meno posti e dimensioni del campo secondo le regole internazionali, come è stato invece fatto nelle passate edizioni delle Olimpiadi.